# Лангайо
Лангайо (ісп. Langayo) — муніципалітет в Іспанії, у складі автономної спільноти Кастилія-і-Леон, у провінції Вальядолід. Населення — 324 особи (2010).
Муніципалітет розташований на відстані близько 130 км на північ від Мадрида, 45 км на схід від Вальядоліда.

## Демографія
Динаміка населення (INE ):